# Гурон (округ, Огайо)
Шаблон:StateAbbr_ 41°09′ пн. ш. 82°36′ зх. д. / 41.15° пн. ш. 82.6° зх. д.
О́круг Гуро́н (англ. Huron County) — округ (графство) у штаті Огайо, США. Ідентифікатор округу 39077.

## Історія
Округ утворений 1815 року.

## Демографія
За даними перепису
2000 року
загальне населення округу становило 59487 осіб, зокрема міського населення було 31886, а сільського — 27601.
Серед мешканців округу чоловіків було 29145, а жінок — 30342. В окрузі було 22307 домогосподарств, 16225 родин, які мешкали в 23594 будинках.
Середній розмір родини становив 3,11.
Віковий розподіл населення поданий у таблиці:
| Стать    | До 15 років | 15-21 | 22-29 | 30-39 | 40-49 | 50-65 | 65-85 | Понад 85 |
| -------- | ----------- | ----- | ----- | ----- | ----- | ----- | ----- | -------- |
| Чоловіки | 7162        | 2975  | 2981  | 4215  | 4460  | 4346  | 2785  | 221      |
| Жінки    | 6875        | 2773  | 2976  | 4429  | 4442  | 4499  | 3750  | 598      |

## Суміжні округи
- Ері — північ
- Лорейн — схід
- Ешленд — південний схід
- Ричленд — південь
- Кроуфорд — південний захід
- Сенека — захід
- Сендаскі — північний захід

## Виноски
1. ↑  U.S. Decennial Census. United States Census Bureau. Архів оригіналу за 26 квітня 2015. Процитовано 8 лютого 2015.
2. ↑  Historical Census Browser. University of Virginia Library. Архів оригіналу за 11 серпня 2012. Процитовано 8 лютого 2015.
3. ↑  Forstall, Richard L., ред. (27 березня 1995). Population of Counties by Decennial Census: 1900 to 1990. United States Census Bureau. Архів оригіналу за 14 лютого 2015. Процитовано 8 лютого 2015.
4. ↑  Census 2000 PHC-T-4. Ranking Tables for Counties: 1990 and 2000 (PDF). United States Census Bureau. 2 квітня 2001. Архів оригіналу (PDF) за 18 грудня 2014. Процитовано 8 лютого 2015.
5. ↑  State & County QuickFacts. United States Census Bureau. Архів оригіналу за 6 липня 2011. Процитовано 8 лютого 2015.(англ.) Наведено за англійською вікіпедією.
6. ↑  American FactFinder. Бюро перепису населення США. Архів оригіналу за 21 травня 2008. Процитовано 31 січня 2008.

| США | Це незавершена стаття з географії США. Ви можете допомогти проєкту, виправивши або дописавши її. |